# ۵۶۴ (پیش از میلاد)
۵۶۴ (پیش از میلاد) ۵۶۴مین سال قبل از تقویم میلادی است.